# Quaix-en-Chartreuse
Quaix en Chartreuse [kɛ ɑ̃ ʃaʁtʁøz] est une commune française située dans le département de l'Isère en région Auvergne-Rhône-Alpes.
Cette commune de moyenne montagne, installée sur les premiers contreforts du massif de la Chartreuse, entre les sommets du Néron et de la Pinéa, est cependant adhérente à la métropole de Grenoble-Alpes Métropole, seconde agglomération de la région Auvergne-Rhône-Alpes car elle reste relativement proche de Grenoble. La commune est également adhérente au parc naturel régional de Chartreuse.
Ses habitants sont dénommés les Queylards ou les Quailardes.

## Géographie

### Situation et description

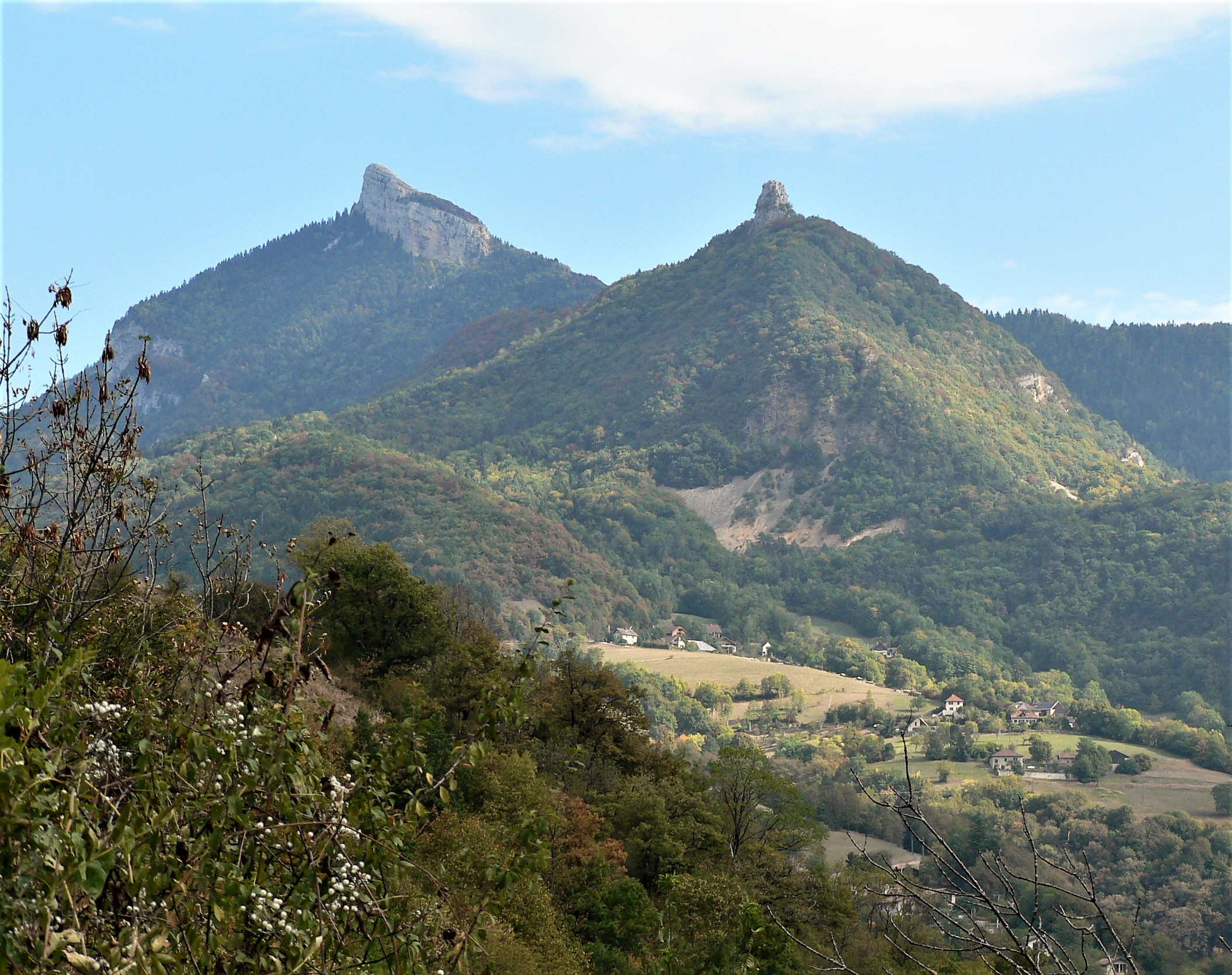
La Pinéa et l'Aiguille de Quaix en 2020.

La commune se répartit en un bourg modeste entouré de quelques hameaux, tous situés entre 450 m et 900 m d’altitude. Le reste du territoire est essentiellement constitué d'espaces forestiers appartenant notamment à la forêt domaniale de Grande Chartreuse, elle-même inscrite dans le parc naturel régional de Chartreuse.
Le territoire de la commune se situe entre les monts de la Pinéa et de l’aiguille de Quaix au nord, le Néron et le Rachais au sud, et la vallée de la Vence au niveau du col de Vence à l'Est.

### Communes limitrophes
| Proveysieux  |                        | Sarcenas                       |
|              | Quaix-en-Chartreuse    | Le Sappey-en-Chartreuse Corenc |
| Saint-Égrève | Saint-Martin-le-Vinoux | La Tronche                     |

### Géologie

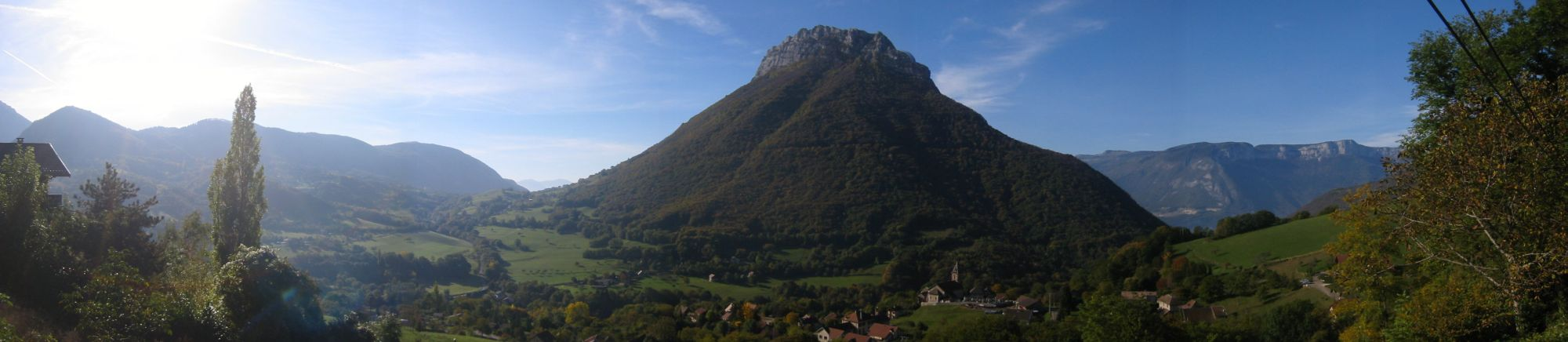
Quaix-en-Chartreuse et le Néron depuis le hameau de la Jars.

Le territoire de Quaix-en-Chartreuse, en rive droite de la Vence, se présente sur un talus de prairies surélevé par rapport au lit du torrent. Le village est dominé par les escarpements boisés de l'aiguille de Quaix et de La Raviole, pendant de la barre des calcaires du Fontanil s'allongeant dans la direction du Sud-Ouest.
À l'est du bourg cette élévation est constituée sur toute sa hauteur par les marnes dites « de Narbonne » qui passent stratigraphiquement vers le haut, au niveau le plus haut du hameau de la Jars, au-delà des couches de la base des calcaires du Fontanil.
Du côté ouest de la pente boisée qui descend depuis l'aiguille de Quaix par l'échine de Leuilly, celle-ci est constituée par des calcaires du Fontanil dont les affleurements, étagés sur la pente jusqu'au lit de La Vence ont un pendage vers l'est de nature modeste.

#### Sites géologiques remarquables
La « dalle aux ammonites de Sarcenas » constitue un site géologique remarquable de 0,32 hectare. En 2014, ce site d'intérêt paléontologique est classé « deux étoiles » à l'« Inventaire du patrimoine géologique ».

### Hydrographie

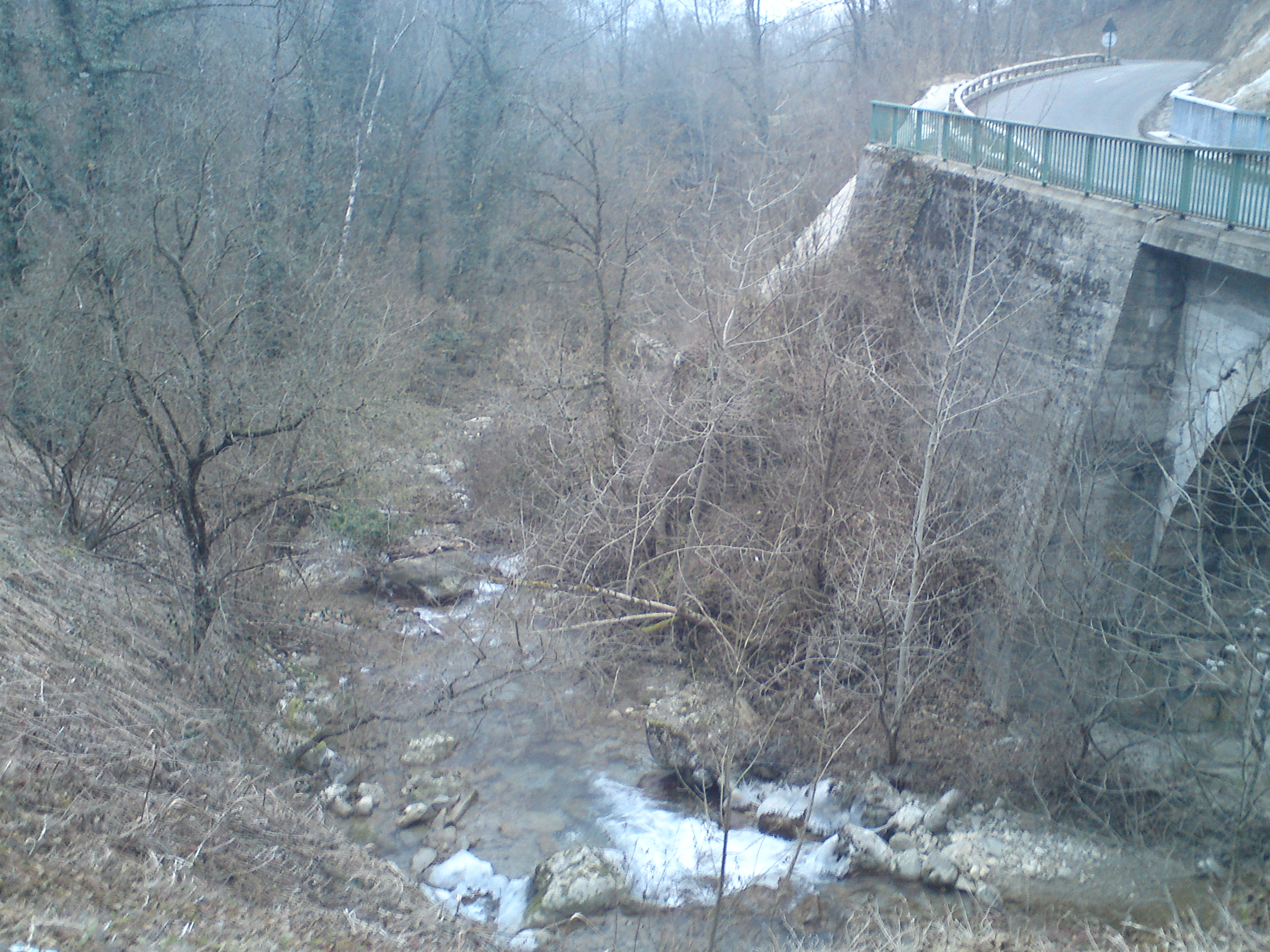
La Vence en aval du pont de Quaix

Le territoire communal est traversé d’est en ouest par la rivière Vence, un petit torrent affluent de l'Isère, d'une longueur de 17,2 kilomètres et qu'elle rejoint à Saint-Égrève. Cette modeste rivière compte des affluents, petits ruisseaux de montagne dont la Tenaison et le ruisseau de Sarcenas.

### Climat
Pour des articles plus généraux, voir Climat d'Auvergne-Rhône-Alpes et Climat de l'Isère.
En 2010, le climat de la commune est de type climat des marges montargnardes, selon une étude du Centre national de la recherche scientifique s'appuyant sur une série de données couvrant la période 1971-2000. En 2020, Météo-France publie une typologie des climats de la France métropolitaine dans laquelle la commune est exposée à un climat de montagne ou de marges de montagne et est dans la région climatique Alpes du nord, caractérisée par une pluviométrie annuelle de 1 200 à 1 500 mm, irrégulièrement répartie en été.
Pour la période 1971-2000, la température annuelle moyenne est de 10,1 °C, avec une amplitude thermique annuelle de 18,6 °C. Le cumul annuel moyen de précipitations est de 1 281 mm, avec 8,9 jours de précipitations en janvier et 7,4 jours en juillet. Pour la période 1991-2020, la température moyenne annuelle observée sur la station météorologique de Météo-France la plus proche, « Grenoble - Lvd », sur la commune du Versoud à 12 km à vol d'oiseau, est de 12,6 °C et le cumul annuel moyen de précipitations est de 981,1 mm,. Pour l'avenir, les paramètres climatiques de la commune estimés pour 2050 selon différents scénarios d'émission de gaz à effet de serre sont consultables sur un site dédié publié par Météo-France en novembre 2022.

### Voie de communication
Aucune route à grande circulation ne traverse le territoire de la commune. Celui-ci est tout de même sillonné par quelques routes secondaires dont la route départementale no 57 (RD 57) qui relie la commune de Grenoble (quartier de l'Esplanade) à la commune de Sarcenas (jonction avec la RD 512).
La route départementale 105 relie le bourg de Quaix avec la commune de Saint-Égrève (quartier de la Monta).

### Transport public
Le territoire de Quaix-en-Chartreuse est desservi par trois lignes « Flexo » de la compagnie des transports de l'agglomération grenobloise:
- la ligne 55 qui relie le col de Clémencières à l'Hôtel de ville de Saint-Martin-le-Vinoux, et qui poursuit son trajet vers le collège Chartreuse à certaines heures seulement.
- la ligne 56 qui relie le col de Clémencières à l'arrêt Casamaures-Village avec une bifurcation vers le collège Chartreuse à certaines heures.
- la ligne 61 qui relie la Cime de Montquaix et le pont de Vence à Saint-Egrève

## Urbanisme

### Typologie
Au 1er janvier 2024, Quaix-en-Chartreuse est catégorisée commune rurale à habitat dispersé, selon la nouvelle grille communale de densité à sept niveaux définie par l'Insee en 2022.
Elle est située hors unité urbaine. Par ailleurs la commune fait partie de l'aire d'attraction de Grenoble, dont elle est une commune de la couronne,. Cette aire, qui regroupe 204 communes, est catégorisée dans les aires de 700 000 habitants ou plus (hors Paris),.

### Occupation des sols
L'occupation des sols de la commune, telle qu'elle ressort de la base de données européenne d’occupation biophysique des sols Corine Land Cover (CLC), est marquée par l'importance des forêts et milieux semi-naturels (75,3 % en 2018), une proportion sensiblement équivalente à celle de 1990 (76 %). La répartition détaillée en 2018 est la suivante : 
forêts (73,3 %), prairies (17,4 %), zones agricoles hétérogènes (7,3 %), milieux à végétation arbustive et/ou herbacée (1,7 %), espaces ouverts, sans ou avec peu de végétation (0,3 %). L'évolution de l’occupation des sols de la commune et de ses infrastructures peut être observée sur les différentes représentations cartographiques du territoire : la carte de Cassini (XVIIIe siècle), la carte d'état-major (1820-1866) et les cartes ou photos aériennes de l'IGN pour la période actuelle (1950 à aujourd'hui).

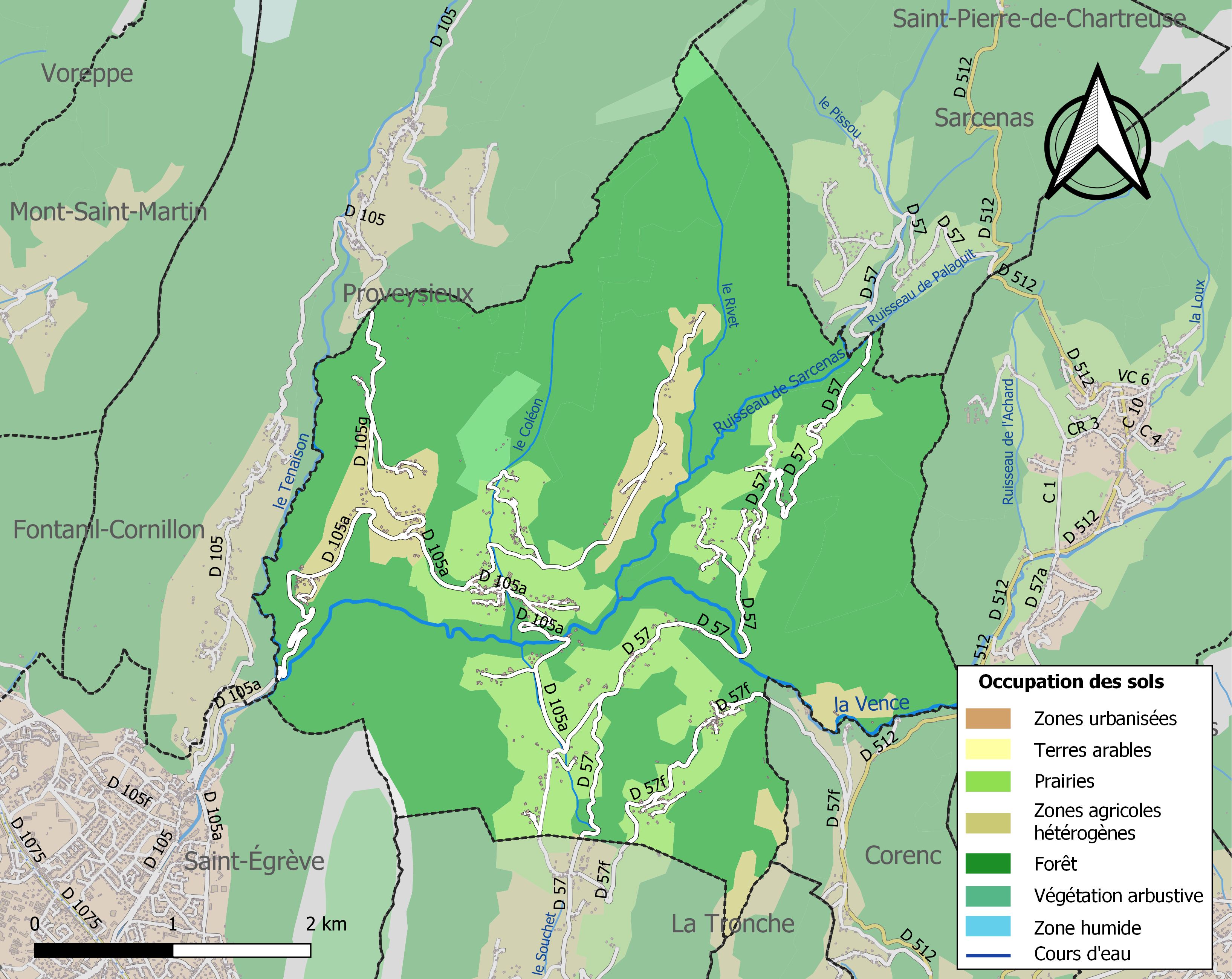
Carte des infrastructures et de l'occupation des sols de la commune en 2018 (CLC).

### Morphologie urbaine
L’habitat se répartit en un modeste bourg entouré de quelques hameaux dispersés en zone de moyenne montagne et structuré en de nombreux bâtiments de ferme (dont certaines sont encore en activité), autour d’un petit nombre de maisons rurales. La majorité des hameaux de commune sont situés sur la rive droite de la Vence qui bénéficie d’un meilleur ensoleillement du fait de sa position sur une pente exposée au sud.

### Hameaux, lieux-dits et écarts
Voici, ci-dessous, la liste complète des hameaux, quartiers et lieux-dits résidentiels urbains comme ruraux de la commune de Quaix-en-Chartreuse, présentés selon un axe nord-sud et selon les références du « Plan de Ville » fourni par la mairie et l'office de tourisme local aux visiteurs.
| - Chantermerle - Aujardière, - Fontvielle, - L’Aragnat, - l’Autre Côté de Vence, - la Buissière, - la Cime de Montquaix, - la Frette, | - la Jars, - la Méarie, - la Motte, - le Barbet, - le Bas de Montquaix, - le Bourg, - le Charpen, - le Château, | - Melattes - le Mas, - Lombardie, - Maupertuis, - Montquaix, - Péteysset, - Sous la Frette. |

### Risques naturels et technologiques

#### Risques sismiques
L'ensemble du territoire de Quaix-en-Chartreuse est situé en zone de sismicité no 4 (sur une échelle de 1 à 5), comme l'ensemble des communes de l'agglomération grenobloise.
| Type de zone | Niveau            | Définitions (bâtiment à risque normal) |
| ------------ | ----------------- | -------------------------------------- |
| Zone 4       | Sismicité moyenne | accélération = 1,6 m/s2                |

#### Autres risques
Quaix-en-Chartreuse est une des trente-sept communes du département de l'Isère classée pour le risque incendie de forêt.

## Toponymie
Kez ou Quez au XI, Quaisium au XIIIe siècle, Quaix en 1706. En 1968, la commune prit le nom de Quaix-en-Chartreuse mettant ainsi fin aux risques de confusion avec le nom la ville de Claix située dans la vallée du Drac.

## Histoire

### Moyen Âge
Au XIIe siècle, la paroisse de Quaix fait partie du mandement de Cornillon.

### Temps modernes et époque contemporaine
Auparavant dénommée Quaix, la commune prend le nom de Quaix-en-Chartreuse le 9 février 1968. Sur le plan démographique, la commune connaît un accroissement de population important dès la fin du XXe siècle, s'expliquant par sa proximité avec l'agglomération grenobloise.
En 2014, la communauté de communes du Balcon Sud de la Chartreuse, à laquelle appartenait la commune de Quaix, fusionne avec Grenoble Alpes Métropole.

## Politique et administration

### Administration municipale
En 2021, le conseil municipal de Quaix-en-Chartreuse est composé de quinze membres (onze hommes et quatre femmes) dont un maire, quatre adjoints au maire et dix conseillers municipaux.

### Liste des maires
| Période                                  | Période  | Identité           | Étiquette | Qualité       |
| ---------------------------------------- | -------- | ------------------ | --------- | ------------- |
| 1980                                     | 2001     | Robert-Yvon Mazard |           |               |
| 2001                                     | En cours | Pierre Faure       | SE        | Fonctionnaire |
| Les données manquantes sont à compléter. |          |                    |           |               |

## Population et société

### Démographie
L'évolution du nombre d'habitants est connue à travers les recensements de la population effectués dans la commune depuis 1793. Pour les communes de moins de 10 000 habitants, une enquête de recensement portant sur toute la population est réalisée tous les cinq ans, les populations de référence des années intermédiaires étant quant à elles estimées par interpolation ou extrapolation. Pour la commune, le premier recensement exhaustif entrant dans le cadre du nouveau dispositif a été réalisé en 2008.

En 2022, la commune comptait 926 habitants, en évolution de +2,89 % par rapport à 2016 (Isère : +3,07 %, France hors Mayotte : +2,11 %).
| 1793 | 1800 | 1806 | 1821 | 1831 | 1836 | 1841 | 1846 | 1851 |
| ---- | ---- | ---- | ---- | ---- | ---- | ---- | ---- | ---- |
| 720  | 709  | 768  | 739  | 700  | 741  | 767  | 777  | 742  |

| 1856 | 1861 | 1866 | 1872 | 1876 | 1881 | 1886 | 1891 | 1896 |
| ---- | ---- | ---- | ---- | ---- | ---- | ---- | ---- | ---- |
| 652  | 638  | 622  | 619  | 601  | 604  | 568  | 553  | 504  |

| 1901 | 1906 | 1911 | 1921 | 1926 | 1931 | 1936 | 1946 | 1954 |
| ---- | ---- | ---- | ---- | ---- | ---- | ---- | ---- | ---- |
| 511  | 508  | 471  | 376  | 380  | 381  | 338  | 377  | 275  |

| 1962 | 1968 | 1975 | 1982 | 1990 | 1999 | 2006 | 2008 | 2013 |
| ---- | ---- | ---- | ---- | ---- | ---- | ---- | ---- | ---- |
| 243  | 306  | 268  | 415  | 608  | 740  | 868  | 904  | 918  |

| 2018 | 2022 | - | - | - | - | - | - | - |
| ---- | ---- | - | - | - | - | - | - | - |
| 887  | 926  | - | - | - | - | - | - | - |

### Enseignement
La commune de Quaix est rattachée à l'académie de Grenoble. Celle-ci gère une école maternelle et élémentaire, située route de Clémencières, présentant un effectif de 79 élèves lors de la rentrée scolaire de 2018.

### Équipement culturel
La bibliothèque de Quaix-en-Chartreuse, située près de l'école municipale, présente à la disposition du public un ensemble estimé à environ 3 000 documents

### Médias

#### Presse écrite
Historiquement, le quotidien à grand tirage Le Dauphiné libéré consacre, chaque jour, y compris le dimanche, dans son édition de l'agglomération grenobloise, un ou plusieurs articles à l'actualité au secteur de Quaix et de ses environs, ainsi que des informations sur les éventuelles manifestations locales, les travaux routiers, et autres événements divers à caractère local.

### Cultes
La communauté catholique de Quaix et son église (propriété de la commune) est rattachée à la paroisse de Saint Martin du Néron, elle-même rattachée au diocèse de Grenoble-Vienne.

## Économie
Le commune fait partie de l'aire géographique de production et transformation du « Bois de Chartreuse », la première AOC de la filière Bois en France,.

## Culture locale et patrimoine

### Lieux et monuments

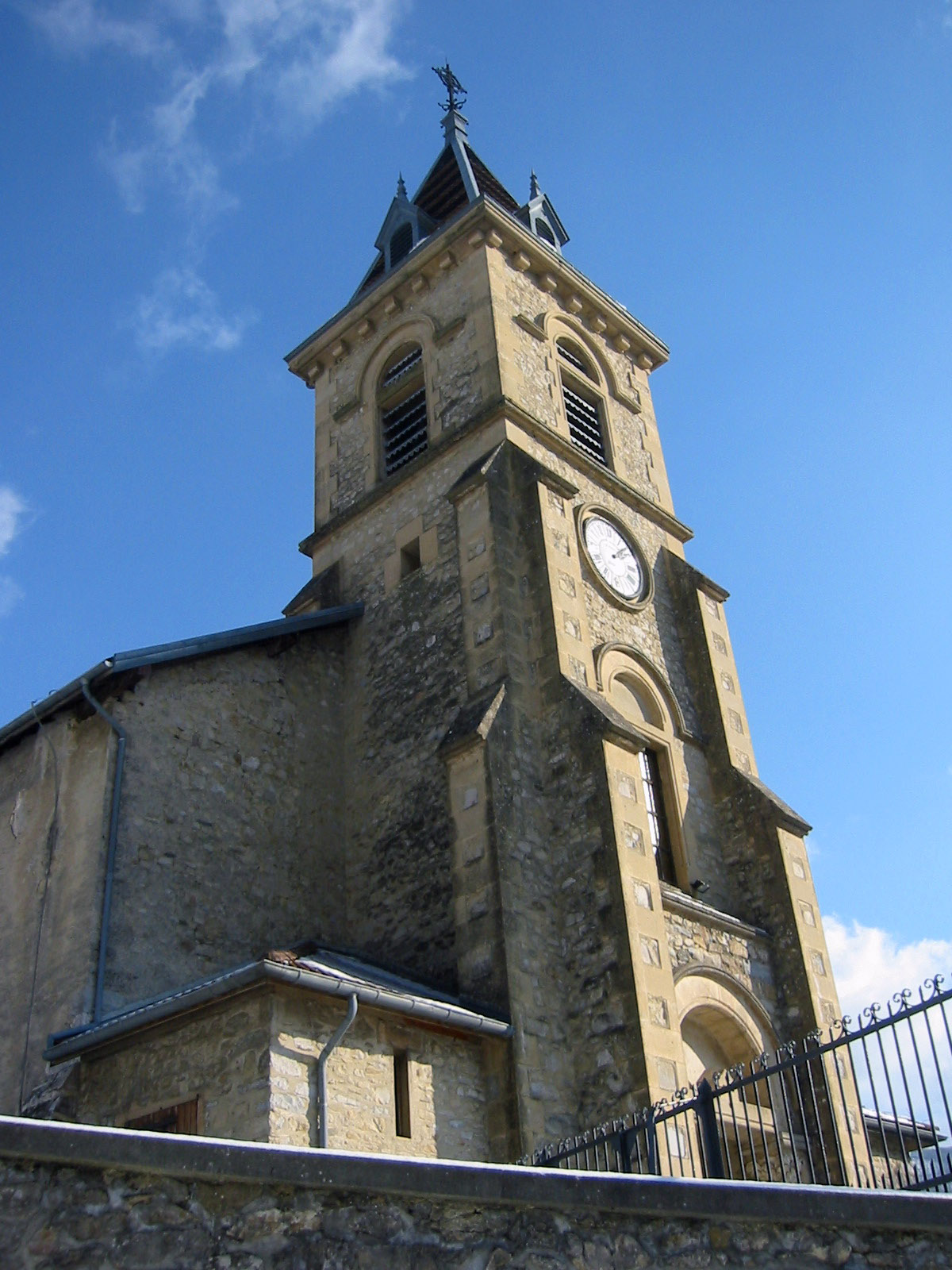
Clocher de l'église

- L'église romane Saint-Martin (ensuite Saint-Jean-Baptiste), bâtie au XIIe siècle[33].
- Le château de Quaix, du XVe siècle[33].
- Le château de Vence, ou manoir Rostaing, du XVIIe siècle[33].
- Les Batteries du Casque de Néron, face Nord du Néron, et les Batteries du Quichat, côté Ouest du Néron, bâties en 1884[33].
- Le château d'Herculais se trouvait à Moncul au XVIIe siècle en face du château de Quaix, de l'autre côté des gorges du ruisseau Sarcenas. Disparu depuis[33].
- Le château ou manoir disparu de Pouslergues au XVIIe siècle au lieu-dit de Barbet[33].
- Une ferme imposante des années 1650, dite La Citadelle, se trouve au-dessous de Clemencière[33].
- Le monument aux morts communal se présente avec un pilier commémoratif sous la forme  d'une colonne quadrangulaire, entouré d'obus et de chaines. Les inscriptions évoquent les « enfants de Quaix morts pour la France » au cours des deux guerres mondiale et de la guerre d'Algérie (dénommés « combattants de l'AFN »)[34].

### Patrimoine naturel
Quaix-en-Chartreuse est une  des communes adhérentes du parc naturel régional de Chartreuse.
L'aiguille de Quaix, d'une altitude de 1 143 m, se présente sous la forme d'un petit téton rocheux, visible de la commune et de certains secteurs de la vallées de l'Isère. Ses pentes abritent les vestiges d’une des plus grandes meulières de France.

### Langue et traditions locales

#### Langue locale

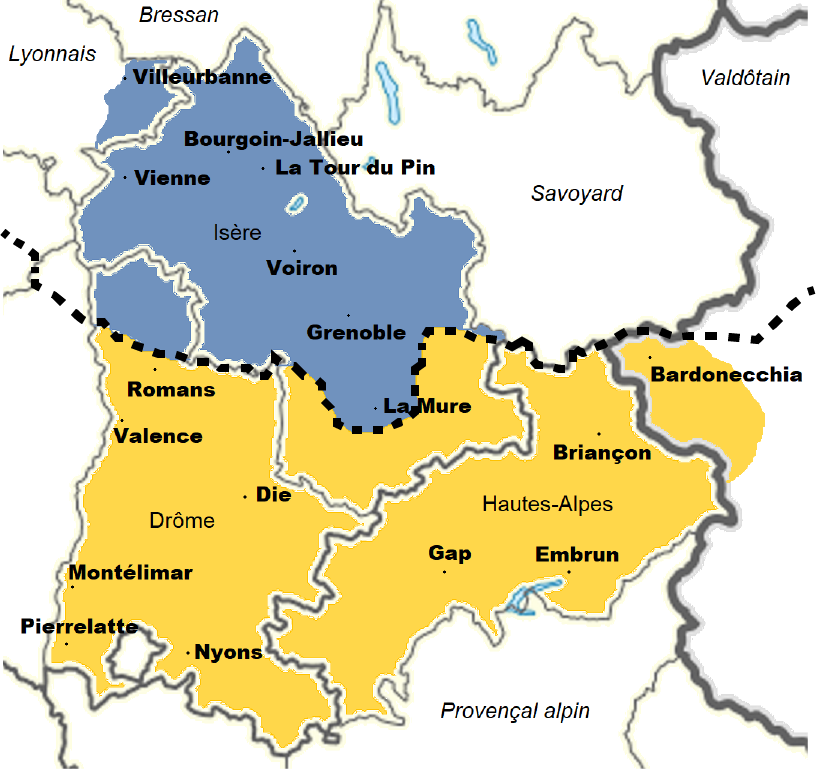
Carte linguistique du Dauphiné : Le dauphinois est un dialecte arpitan parlé dans le nord du Dauphiné. La moitié sud du Dauphiné est quant à elle du domaine linguistique de l'occitan et de son dialecte local, le vivaro-alpin.

Le territoire de la commune se situe dans la partie méridionale du massif de la Chartreuse, au nord de Grenoble et donc le domaine linguistique des patois dauphinois, laquelle appartient au domaine des langues dites francoprovençales ou arpitanes au même titre que les patois  savoyards, vaudois, Valdôtains, bressans et foréziens. (voir carte).
Historiquement, l'idée du terme francoprovençal, attribué à cette langue régionale parlée dans le quart centre-est de la France, différent du français, dit langue d'oil et de l'occitan, dit langue d'oc, est l'œuvre du linguiste et patriote italien Graziadio Isaia Ascoli en 1873 qui en a identifié les caractéristiques.

#### Contes et mythes locaux
Il existe encore quelques ouvrages qui relatent les contes et les légendes des différents secteurs de la Chartreuse et du Grésivaudan.
Le plus connu est un ouvrage notable consacré aux légendes du Dauphiné, fruit d'une recherche importante. Cette brochure assez volumineuse a été rédigée par Charles Joisten (1936-1981), ancien  conservateur du Musée dauphinois situé à Grenoble et qui relate, parmi les autres légendes, le bestiaire fantastique des montagnes et des vallées dauphinoises.
Le mythe du « chat noir du Pont de Vence » narre les mésaventures des personnes ayant croisé l'animal réputé porté malheur à l'endroit où la route de Quaix franchit le torrent, est évoqué dans un livre de l' écrivain et documentaliste français Christian Doumergue.

### Personnalités liées à la commune
- François de Bonne de Lesdiguières avec sa maîtresse Marie Vignon posséda un château à Quaix.
- Jean Antoine Brun (15 avril 1761 - Quaix-en-Chartreuse † 4 septembre 1826 - Grenoble), militaire français des XVIIIe et XIXe siècles.
- André Brun, nommé le Dromadaire, cousin du précédent, né à Quaix le 24 septembre 1768, mort le 18 mai 1825, surnommé le dromadaire après la campagne d'Égypte, comploteur bonapartiste lors de l'affaire Didier.
- Jacqueline Marval, née Marie-Joséphine Vallet le 19 octobre 1866 à Quaix-en-Chartreuse, morte en 1932 à Paris, artiste-peintre française.
- Henri Marrou (1904 - 1977), historien et philosophe français, installé à Grenoble se maria avec Jeanne Bouchet, native de la commune. Jeanne est décédée en 1976 à l'âge de 70 ans[38].

### Héraldique
|  | Quaix-en-Chartreuse possède des armoiries dont l'origine et le blasonnement exact ne sont pas disponibles. |